# 拯救高奉實歐巴桑
《拯救高奉實歐巴桑》是韓國TV朝鮮2011年創社特輯週末電視劇，該劇從2011年12月17日起每周六至周日晚間7點50分播出。

## 播放資料
| 頻道   | 所在地                                                  | 播放日期及時間                                          |
| ------ | ------------------------------------------------------- | ------------------------------------------------------- |
| TV朝鮮 |                                                         | 首播：2011年12月17日起 每周六、日 晚間7點50分（1-17集） |
| TV朝鮮 | 首播：2012年2月12日起 每周六、日 晚間6點50分（18-36集） |                                                         |

## 概述
該劇講述一個原本幸福寧靜地生活在花團錦簇的南海農村歐巴桑－高奉實（金海淑 飾），因丈夫徐俊錫（崔一華 飾）逝世，家族頓失支柱面臨危機而前往了首爾梨泰院，並在此認識梨泰院的大亨大衛·金（千虎珍 飾）產生了浪漫的中年戀情與此同時也成為成功著名作家的故事。

## 演員及角色

### 主角
- 金海淑 : 飾演 高奉實

55歲。慶南南海的小村莊裡的過著與事無爭栽種花圃的大媽
- 千虎珍 : 飾演 大衛·金

55歲。是飯店、夜總會等的擁有者，梨泰院地區的大亨

### 高奉實家族
- 獨孤永宰 : 飾演 徐俊泰

62歲。俊錫的哥哥
- 崔日和 : 飾演 徐俊錫

60歲。高奉實大媽的老公
- 李承玟（이승민）: 飾演 徐允茵

36歲。徐俊錫與前妻所生的女兒
- 金榮俊（김영준）: 飾演 裴敬秀

33歲。徐允茵現任的老公
- Luna（박선영）: 飾演 徐仁英

21歲。專攻西洋畫的大學生，允茵小15歲的妹妹，奉實與俊錫的女兒

### 梨泰院的人們
- 金惠玉 : 飾演 朴元淑

54歲。經營梨泰院〈格雷斯Ledershop〉30年的美貌女主人，是在徐俊錫的葬禮上出現俊錫的情婦
- 金奎鐘 : 飾演 Nicky

24歲。夢想著成為音樂劇演員的練習生，是個出賣勞力的頑強薰男，擄獲了仁英的心
- 尹俊森（윤준성）: 飾演 朴在秀

23歲。單戀仁英
- 鄭承宇（정승우）: 飾演 馬東錫

35歲。大衛金的部下
- 崔韓光 : 飾演 秀愛

21歲。變性人，本名：范秀。和仁英是大學同窗
- 河莉秀 : 飾演 莉秀

37歲。是秀愛(范秀)變性bar的老闆娘
- 洪錫天 : 飾演 錫天

37歲。Midas sonyira Bully（마이다스 손이라 불리）餐廳的社長
- 李善鎬（이선호）: 飾演 金城民

34歲。允茵營運的製作社製作理事，允茵的左右手

### 南海的人們
- 金英玉 : 飾演 金琴瑟

79歲。南海商店的主人
- 申東植（신충식）: 飾演 金城民

70歲。
- 禹賢（우현）: 飾演 千滿金

35歲。
- 朴俊勉（박준면）: 飾演 卞美子

35歲。金琴瑟的姪女
- 李鎬聖（이호성）: 飾演 吳振哲

58歲。俊錫故鄉的後輩
- 李俊城（이순성）: 飾演 吳炳根

44歲。振哲的親弟弟

## 收視率
| 集數   | 播出日         | AGB收視率        | AGB收視率      |
| 集數   | 播出日         | 大韓民國（全國） | 首爾（首都圈） |
| ------ | -------------- | ---------------- | -------------- |
| 第1集  | 2011年12月17日 | 0.895%           | -              |
| 第2集  | 2011年12月18日 | 0.958%           | -              |
| 第3集  | 2011年12月24日 | 0.867%           | -              |
| 第4集  | 2011年12月25日 | 1.106%           | -              |
| 第5集  | 2011年12月31日 | 0.751%           | -              |
| 第6集  | 2012年1月1日   | 0.820%           | -              |
| 第7集  | 2012年1月7日   | 0.609%           | -              |
| 第8集  | 2012年1月8日   | 0.509%           | -              |
| 第9集  | 2012年1月14日  | 0.519%           | -              |
| 第10集 | 2012年1月15日  | 0.534%           | -              |
| 第11集 | 2012年1月21日  | 0.673%           | -              |
| 第12集 | 2012年1月22日  | 0.658%           | -              |
| 第13集 | 2012年1月28日  | 0.734%           | -              |
| 第14集 | 2012年1月29日  | 1.055%           | -              |
| 第15集 | 2012年2月4日   | 0.776%           | -              |
| 第16集 | 2012年2月5日   | 0.867%           | -              |
| 第17集 | 2012年2月11日  | 1.634%           | -              |
| 第18集 | 2012年2月12日  | 0.902%           | -              |
| 第19集 | 2012年2月18日  | 1.308%           | -              |
| 第20集 | 2012年2月19日  | 1.424%           | -              |
| 第21集 | 2012年2月25日  | 1.230%           | -              |
| 第22集 | 2012年2月26日  | 1.792%           | 2.196%         |
| 第23集 | 2012年3月3日   | 1.403%           | -              |
| 第24集 | 2012年3月4日   | 1.388%           | 1.996%         |
| 第25集 | 2012年3月10日  | 1.606%           | 1.982%         |
| 第26集 | 2012年3月11日  | 1.463%           | -              |
| 第27集 | 2012年3月17日  | 1.406%           | -              |
| 第28集 | 2012年3月18日  | 1.537%           | -              |
| 第29集 | 2012年3月24日  | 1.667%           | -              |
| 第30集 | 2012年3月25日  | 1.431%           | -              |
| 第31集 | 2012年3月31日  | 1.501%           | -              |
| 第32集 | 2012年4月1日   | 1.736%           | 2.156%         |
| 第33集 | 2012年4月7日   | 1.233%           | -              |
| 第34集 | 2012年4月8日   | 1.459%           | -              |
| 第35集 | 2012年4月14日  | 1.129%           | -              |
| 第36集 | 2012年4月15日  | 1.187%           | -              |

同時段：
- Channel A 《Happy End 101種夫婦故事》／《天上花園GOMBE嶺》

## 大紀事
- 2011年10月18日在首爾樂天酒店舉行CSTV電視台說明會，《拯救高奉實女士》（고봉실 여사 구하기）更名為《拯救高奉實歐巴桑》（고봉실 아줌마 구하기）。
- 2011年12月7日在江南南海某度假村舉行製作發布會。

## 腳註
1. ↑  令人感到溫馨又體貼的男子
2. ↑  AGB닐슨 미디어리서치 홈페이지 的存檔，存档日期2014-06-19.
3. ↑  .   [2012-03-05]. （原始内容存档于2019-08-11）.
4. ↑  .   [2012-03-05]. （原始内容存档于2019-08-14）.
5. ↑  .   [2012-03-05]. （原始内容存档于2019-08-09）.
6. ↑  .   [2012-03-05]. （原始内容存档于2019-08-11）.
7. 1 2  .   [2012-03-05]. （原始内容存档于2019-08-09）.
8. ↑  <고봉실 아줌마 구하기> 천호진-김해숙, 중년 로맨스로 안방극장 후끈후끈
9. ↑  .   [2012-03-05]. （原始内容存档于2017-11-15）.

## 外部連結
- TV朝鮮

| TV朝鮮 周末特別劇 | TV朝鮮 周末特別劇                                   | TV朝鮮 周末特別劇 |
| ----------------- | --------------------------------------------------- | ----------------- |
|                   | 拯救高奉實歐巴桑 （2011年12月17日 - 2012年4月15日） |                   |
| —                 | 地運數大通 （2011年4月21日 - 2012年6月24日）        |                   |